# PRC 10

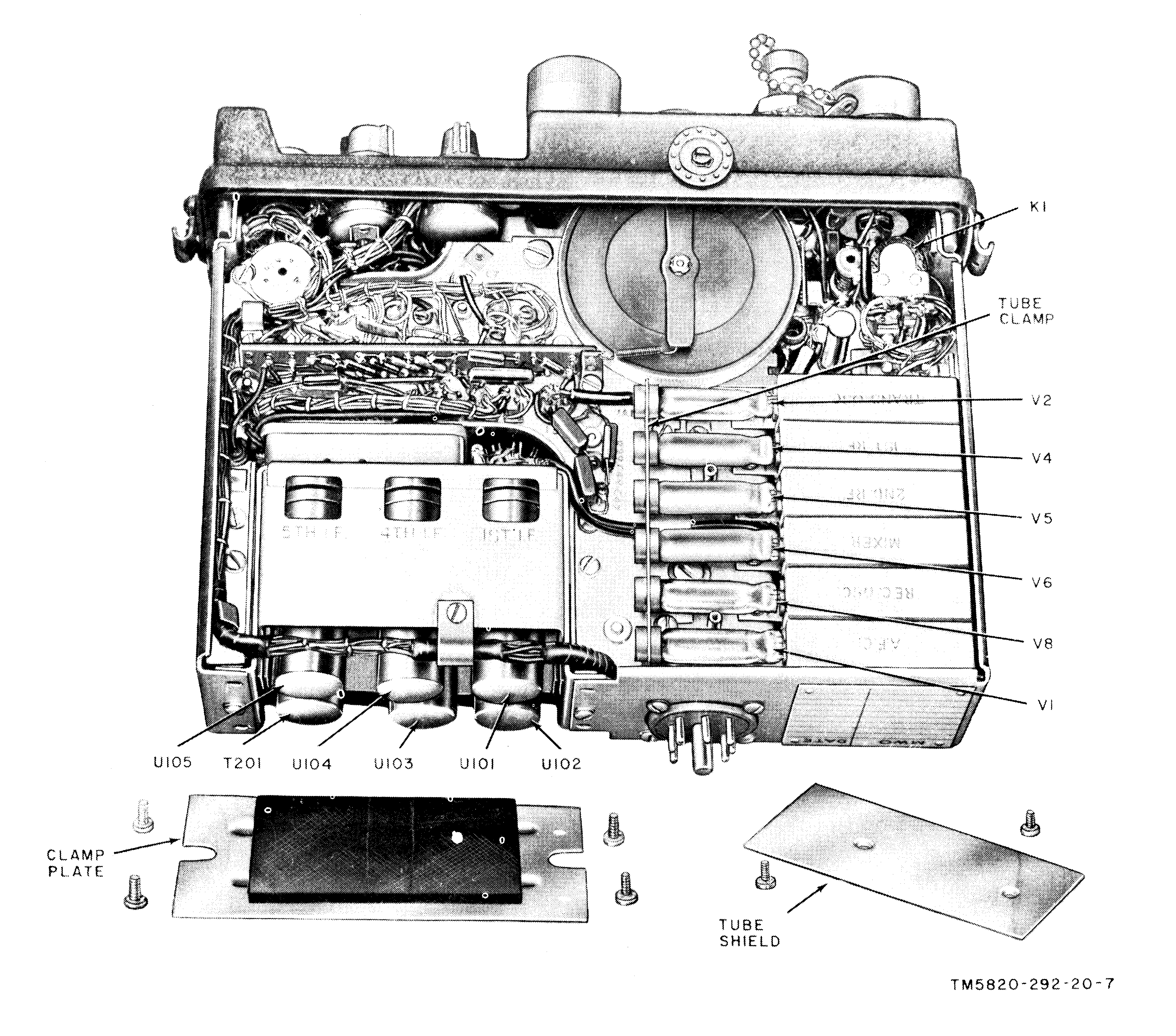
Ansicht bei geöffnetem Gehäuse

Das AN/PRC-10 ist ein tragbares FM-Sprechfunkgerät für Infanterieeinheiten in Transceiverschaltung. Es konnte auch mobil oder ortsfest (auch als Relaisstation) eingesetzt werden.
Es war das amerikanische Standard-Funkgerät im Koreakrieg und zu Beginn des Vietnamkrieges, wurde dann aber durch das PRC 25 ersetzt.
Der Frequenzbereich beträgt 38 bis 54,9 MHz durchgehend. Das Gerät hat 16 Elektronenröhren und rund 1 W Sendeleistung.